# Thor André Olsen
Thor André Olsen, född 28 april 1964 i Mo i Rana, är en norsk före detta fotbollsmålvakt till år 2004, därefter målvaktstränare.

## Spelarkarriär
Olsen debuterade i division 2-laget Mo IL 1982, 1987 gick han till Molde i norska högstaligan där han 1988 och 1989 blev utsedd till årets målvakt i Norge och av tidningen VG blev han även utsedd till årets spelare 1988 samt att han blev utsedd till årets spelare i Molde 1988-1990. Han spelade även tre säsonger i Brann och blev utsedd till årets spelare 1991.
Som 30-åring flyttade han till Djurgårdens IF 1994, som året innan misslyckats med att ta sig tillbaka till Allsvenskan. Det blev uppflyttning direkt och han blev belönad med utmärkelsen Årets Järnkamin 1995 efter en fin säsong. Åren efter gick det tyngre även om han i en cupmatch 1996 gjorde mål på straff. Efter att ha förlorat kvalet till Allsvenskan 1997 fick han inget nytt kontrakt med motiveringen att han haft mycket problem med skador, trots att han bara missade sex matcher under sina fyra säsonger.
Åren hoppade han in i olika lag på grund av skadebekymmer och 1999 stod han i IFK Norrköpings mål då Eddie Gustafsson fått diskbråck, passande nog blev första matchen i premiären borta mot Djurgården. Det blev förlust med 0–3 inför ett nästintill fullsatt Stockholms stadion. Det blev ytterligare fem matcher under vårsäsongen innan kontraktet gick ut till sommaren. Under hösten 1999 var han nära spel i engelska division 3-klubben Carlisle United som stod med tre skadade målvakter samtidigt men Olsen skadade sig när han försökte få tag i en taxi på väg till flygplatsen. 2000 blev det spel i Nacka FF i division 2. 2002 var han nära att plockas in av Lillestrøm i högstaligan men fick till slut tacka nej. Officiellt la han av 2007 men 2016 fick han som 52-åring hoppa in i målet då Mos målvakt blev utvisad i 44:e minuten. Även åren innan dess har han vid olika tillfällen fått hoppa in i cup- och ligaspel på grund av skador och utvisningar. 

## Landslagsspel
1985 blev han inbytt i en U21-landskamp mot Sverige i Trollhättan samt fick spela från start mot Östtyskland, 1989 spelade han mot Polen. Han blev även inbytt i en B-landskamp mot England 1989. Det blev förlust i samtliga fyra matcher.

## Tränarkarriär
Åren 2001–2007 var han spelande tränare i moderklubben Mo, både som huvudtränare och assisterande tränare. Efter några år i Stålkameratene återvände han som huvudtränare 2011 men var även bl.a. marknadsansvarig.

## Meriter
- Årets Järnkamin 1995
- Årets spelare i Brann 1991[3]
- Årets spelare i Molde 1988, 1989 och 1990[3]
- Årets målvakt i Norge 1988 och 1989[3]
- Årets spelare 1988 (utsedd av Verdens Gang)

## Statistik
| Klubb                | Säsong         | Liga             | Liga    | Liga | Nationell cup | Nationell cup | Europaspel | Europaspel | Totalt  | Totalt |
| Klubb                | Säsong         | Division         | Matcher | Mål  | Matcher       | Mål           | Matcher    | Mål        | Matcher | Mål    |
| -------------------- | -------------- | ---------------- | ------- | ---- | ------------- | ------------- | ---------- | ---------- | ------- | ------ |
| Mo IL                | 1982           | 2. divisjon      | ?       | ?    | ?             | ?             | —          | —          | ?       | 0      |
| Mo IL                | 1983           | 2. divisjon      | ?       | ?    | ?             | ?             | —          | —          | ?       | 0      |
| Mo IL                | 1984           | 2. divisjon      | ?       | ?    | ?             | ?             | —          | —          | ?       | 0      |
| Mo IL                | 1985           | 3. divisjon      | ?       | ?    | ?             | ?             | —          | —          | ?       | 0      |
| Mo IL                | 1986           | 2. divisjon      | ?       | ?    | ?             | ?             | —          | —          | ?       | 0      |
| Mo IL                | Totalt         | Totalt           | ?       | ?    | ?             | ?             | —          | —          | ?       | 0      |
| Molde FK             | 1987           | 1. divisjon      | 13      | 0    | ?             | ?             | —          | —          | 13      | 0      |
| Molde FK             | 1988           | 1. divisjon      | 22      | 0    | ?             | ?             | 2          | 0          | 24      | 0      |
| Molde FK             | 1989           | 1. divisjon      | 22      | 0    | ?             | ?             | —          | —          | 22      | 0      |
| Molde FK             | 1990           | Tippeligaen      | 22      | 0    | ?             | ?             | —          | —          | 22      | 0      |
| Molde FK             | Totalt         | Totalt           | 79      | 0    | ?             | ?             | 2          | 0          | 81      | 0      |
| SK Brann             | 1991           | Tippeligaen      | 23*     | 0    | 4             | 0             | —          | —          | 27      | 0      |
| SK Brann             | 1992           | Tippeligaen      | 15      | 0    | 1             | 0             | —          | —          | 16      | 0      |
| SK Brann             | 1993           | Tippeligaen      | 22      | 0    | 7             | 0             | —          | —          | 29      | 0      |
| SK Brann             | Totalt         | Totalt           | 60      | 0    | 12            | 0             | —          | —          | 72      | 0      |
| Djurgårdens IF       | 1994           | Division 1 Norra | 24      | 0    | ?             | 0             | —          | —          | 24      | 0      |
| Djurgårdens IF       | 1995           | Allsvenskan      | 26      | 0    | ?             | 0             | —          | —          | 26      | 0      |
| Djurgårdens IF       | 1996           | Allsvenskan      | 23      | 0    | ?             | 1             | 2          | 0          | 25      | 1      |
| Djurgårdens IF       | 1997           | Division 1 Norra | 27**    | 0    | ?             | 0             | —          | —          | 27      | 0      |
| Djurgårdens IF       | Totalt         | Totalt           | 100     | 0    | ?             | 1             | 2          | 0          | 102     | 1      |
| Aalborg BK           | 1997/1998      | Superligaen      | 0       | 0    | ?             | ?             | —          | —          | 0       | 0      |
| Aalborg BK           | Totalt         | Totalt           | 0       | 0    | ?             | ?             | —          | —          | 0       | 0      |
| Mo IL                | 1998           | 2. divisjon      | ?       | ?    | ?             | ?             | —          | —          | ?       | ?      |
| Mo IL                | Totalt         | Totalt           | ?       | ?    | ?             | ?             | —          | —          | ?       | ?      |
| IFK Norrköping (lån) | 1999           | Allsvenskan      | 6       | 0    | ?             | ?             | —          | —          | 6       | 0      |
| IFK Norrköping (lån) | Totalt         | Totalt           | 6       | 0    | ?             | ?             | —          | —          | 6       | 0      |
| Nacka FF             | 2000           | Division 2       | ?       | ?    | ?             | ?             | —          | —          | ?       | 0      |
| Nacka FF             | Totalt         | Totalt           | ?       | ?    | ?             | ?             | —          | —          | ?       | 0      |
| Mo IL                | 2000           | 2. divisjon      | 0       | 0    | 0             | 0             | —          | —          | 0       | 0      |
| Mo IL                | 2001           | 2. divisjon      | 1       | 0    | 3             | 0             | —          | —          | 4       | 0      |
| Mo IL                | 2002           | 2. divisjon      | 1       | 0    | 2             | 0             | —          | —          | 3       | 0      |
| Mo IL                | 2003           | 2. divisjon      | 0       | 0    | 2             | 0             | —          | —          | 2       | 0      |
| Mo IL                | 2004           | 2. divisjon      | 0       | 0    | 3             | 0             | —          | —          | 3       | 0      |
| Mo IL                | 2005           | 2. divisjon      | 0       | 0    | 0             | 0             | —          | —          | 0       | 0      |
| Mo IL                | 2006           | 2. divisjon      | 0       | 0    | 0             | 0             | —          | —          | 0       | 0      |
| Mo IL                | 2007           | 2. divisjon      | 0       | 0    | 0             | 0             | —          | —          | 0       | 0      |
| Mo IL                | 2012           | 2. divisjon      | 3       | 0    | 0             | 0             | —          | —          | 3       | 0      |
| Mo IL                | 2013           | 2. divisjon      | 2       | 0    | 0             | 0             | —          | —          | 2       | 0      |
| Mo IL                | 2014           | 2. divisjon      | 2       | 0    | 0             | 0             | —          | —          | 2       | 0      |
| Mo IL                | 2016           | 2. divisjon      | 1       | 0    | 0             | 0             | —          | —          | 1       | 0      |
| Mo IL                | Totalt         | Totalt           | 10      | 0    | 10            | 0             | —          | —          | 20      | 0      |
| Hela karriären       | Hela karriären | Hela karriären   | 255     | 0    | 22            | 1             | 4          | 0          | 281     | 1      |

- = Inkluderar en kvalmatch till Tippeligaen
- ** = Inkluderar två kvalmatcher till Allsvenskan.